# Castillo de Bayuela (kommunhuvudort)
Castillo de Bayuela är en kommunhuvudort i Spanien.   Den ligger i provinsen Toledo och regionen Kastilien-La Mancha, i den centrala delen av landet, 90 km väster om huvudstaden Madrid. Castillo de Bayuela ligger 547 meter över havet och antalet invånare är 1 103.
Terrängen runt Castillo de Bayuela är kuperad åt nordväst, men åt sydost är den platt. Runt Castillo de Bayuela är det glesbefolkat, med 8 invånare per kvadratkilometer. Närmaste större samhälle är Talavera de la Reina, 19,6 km sydväst om Castillo de Bayuela. Trakten runt Castillo de Bayuela består i huvudsak av gräsmarker.